# Stanislav Šesták
Stanislav Šesták (Deméte, 1982. december 16. –) szlovák válogatott labdarúgó, aki jelenleg az FK Poprad játékosa.

## Pályafutása

### Klubcsapatban
Šesták pályafutását a Demjatában és a Tatran Prešovban kezdte. Itt mutatkozott be a szlovák élvonalban, majd 2002-ben Pozsonyba, a Slovan Bratislavához igazolt. 2003 decemberében az MŠK Žilina játékosa lett, akikkel két bajnoki címet nyert.
2007. június 7-én a német VfL Bochum szerződtette. Šesták összesen 86 tétmérkőzést játszott a csapatban és 28 gólt szerzett. A 2007-08-as szezonban 13 gólt ért el, 2009. április 11-én pedig mesterhármast szerzett a Hoffenheim elleni bajnokin. A 2010–11-es szezonra kölcsönbe került a török Ankaragücühöz. 2011 júniusában a törökök végleg megvásárolták. 2011 szeptemberében a rivális Bursaspor igazolta le.
2015. június 16-án a Ferencvárosi TC szerződtette Šestákot. 2016. április 2-án a Debreceni VSC elleni vereség ellenére is bajnoki címet ünnepelhetett csapatával, az idény során 24 bajnoki mérkőzésen kilenc gólt szerzett. 2017 januárjában hazaigazolt a Popradhoz.

### A szlovák válogatottban
63 alkalommal szerepelt a válogatottban és 13 gólt szerzett. Részt vett a 2010-es labdarúgó-világbajnokságon, és a 2016-os labdarúgó-Európa-bajnokságra utazó keretbe is bekerült.

## Sikerei, díjai
MŠK Žilina:
- Szlovák labdarúgó-bajnokság bajnok: 2006–07
- Szlovák labdarúgó-bajnokság ezüstérmes: 2004–05

Bursaspor:
- Török labdarúgókupa döntős: 2011–12

Ferencvárosi TC:
- Magyar bajnok: 2016
- Magyar kupagyőztes: 2016